# Суваја (Крушевац)
Суваја је насељено место града Крушевца у Расинском округу. Према попису из 2022. било је 266 становника (према попису из 1991. било је 453 становника).

## Демографија
У насељу Суваја живи 289 пунолетних становника, а просечна старост становништва износи 42,6 година (41,5 код мушкараца и 43,7 код жена). У насељу има 103 домаћинства, а просечан број чланова по домаћинству је 3,56.
Ово насеље је великим делом насељено Србима (према попису из 2002. године).
|  |

| Демографија | Демографија | Демографија |
| Година      | Становника  | Становника  |
| ----------- | ----------- | ----------- |
| 1948.       | 458         |             |
| 1953.       | 469         |             |
| 1961.       | 441         |             |
| 1971.       | 458         |             |
| 1981.       | 432         |             |
| 1991.       | 453         | 414         |
| 2002.       | 367         | 419         |

| Етнички састав према попису из 2002.‍ | Етнички састав према попису из 2002.‍ | Етнички састав према попису из 2002.‍ | Етнички састав према попису из 2002.‍ | Етнички састав према попису из 2002.‍ |
| ------------------------------------ | ------------------------------------ | ------------------------------------ | ------------------------------------ | ------------------------------------ |
|                                      |                                      |                                      |                                      |                                      |
| Срби                                 | Срби                                 |                                      | 355                                  | 96,73%                               |
| Роми                                 | Роми                                 |                                      | 9                                    | 2,45%                                |
| Црногорци                            | Црногорци                            |                                      | 2                                    | 0,54%                                |
| Руси                                 | Руси                                 |                                      | 1                                    | 0,27%                                |
| непознато                            | непознато                            |                                      | 0                                    | 0,0%                                 |

| Година пописа     | 1948. | 1953. | 1961. | 1971. | 1981. | 1991. | 2002. |
| ----------------- | ----- | ----- | ----- | ----- | ----- | ----- | ----- |
| Број домаћинстава | 75    | 77    | 78    | 90    | 97    | 101   | 103   |

| Број чланова      | 1  | 2  | 3  | 4  | 5  | 6  | 7 | 8 | 9 | 10 и више | Просек |
| ----------------- | -- | -- | -- | -- | -- | -- | - | - | - | --------- | ------ |
| Број домаћинстава | 15 | 28 | 11 | 14 | 10 | 18 | 7 | 0 | 0 | 0         | 3,56   |

| Пол    | Укупно | Неожењен/Неудата | Ожењен/Удата | Удовац/Удовица | Разведен/Разведена | Непознато |
| ------ | ------ | ---------------- | ------------ | -------------- | ------------------ | --------- |
| Мушки  | 154    | 38               | 101          | 12             | 3                  | 0         |
| Женски | 150    | 16               | 107          | 25             | 2                  | 0         |
| УКУПНО | 304    | 54               | 208          | 37             | 5                  | 0         |

| Пол    | Укупно                    | Пољопривреда, лов и шумарство | Рибарство                            | Вађење руде и камена | Прерађивачка индустрија       |
| ------ | ------------------------- | ----------------------------- | ------------------------------------ | -------------------- | ----------------------------- |
| Мушки  | 90                        | 38                            | 0                                    | 0                    | 25                            |
| Женски | 49                        | 36                            | 0                                    | 0                    | 4                             |
| УКУПНО | 139                       | 74                            | 0                                    | 0                    | 29                            |
| Пол    | Производња и снабдевање   | Грађевинарство                | Трговина                             | Хотели и ресторани   | Саобраћај, складиштење и везе |
| Мушки  | 3                         | 3                             | 8                                    | 0                    | 7                             |
| Женски | 1                         | 1                             | 3                                    | 0                    | 1                             |
| УКУПНО | 4                         | 4                             | 11                                   | 0                    | 8                             |
| Пол    | Финансијско посредовање   | Некретнине                    | Државна управа и одбрана             | Образовање           | Здравствени и социјални рад   |
| Мушки  | 0                         | 0                             | 2                                    | 1                    | 0                             |
| Женски | 0                         | 1                             | 0                                    | 1                    | 1                             |
| УКУПНО | 0                         | 1                             | 2                                    | 2                    | 1                             |
| Пол    | Остале услужне активности | Приватна домаћинства          | Екстериторијалне организације и тела | Непознато            | Непознато                     |
| Мушки  | 3                         | 0                             | 0                                    | 0                    | 0                             |
| Женски | 0                         | 0                             | 0                                    | 0                    | 0                             |
| УКУПНО | 3                         | 0                             | 0                                    | 0                    | 0                             |